# Charles Baerlocher
Charles Baerlocher (* 26. September 1881 in Paris; † 1954) war ein Schweizer Jurist, Redaktor und Unternehmer.

## Leben
Baerlocher, Sohn des Karl Josef Baerlocher und der Maria Barbara geb. Klingler, absolvierte zunächst das Kollegium Sarnen und studierte dann Jus in München, Berlin, Basel und Bern.
Danach war er Redaktor bei der SDA, bevor er 1914 juristischer Gehilfe in der Polizeiabteilung des Eidgenössischen Justiz- und Polizeidepartements (EJPD) wurde. 1918 wurde er zum Chef der neu geschaffenen Zentralstelle für Fremdenpolizei ernannt, demissionierte aber 1919 aus gesundheitlichen und wirtschaftlichen Gründen.
1928 war er Geschäftsführer des Schweizerischen Kohleimport- und -grosshandels und 1932 Direktor der Schweizerischen Zentralstelle für Kohleeinfuhr. Von 1939 bis 1945 war er Leiter des kriegswirtschaftlichen Syndikats Carbo, verantwortlich für die Durchführung der Rationierungsvorschriften für Kohle.
Er war verheiratet mit Lydia Meyer.